# Ross Cockrell
Ross Cockrell (Hazlet, 6 agosto 1991) è un giocatore di football americano statunitense che gioca nel ruolo di cornerback per i Tampa Bay Buccaneers della National Football League (NFL). Fu scelto nel corso del quarto giro (109º assoluto) del Draft NFL 2014 dai Buffalo Bills. Al college ha giocato a football alla Duke University.

## Carriera professionistica

### Buffalo Bills
Crockell fu scelto dai Buffalo Bills nel corso del quarto giro del Draft 2014, il giocatore proveniente da Duke scelto più in alto dai tempi di Lennie Friedman nel Draft 1999. Debuttò come professionista subentrando nella vittoria nella settimana 1 in casa dei Chicago Bears. La sua prima stagione si chiuse con 7 presenze e un tackle.

### Pittsburgh Steelers
Il 5 settembre 2015, Cockrell firmò con i Pittsburgh Steelers.

### New York Giants
Il 2 settembre 2017 Cockrell firmò con i New York Giants.

### Carolina Panthers
Il 23 marzo 2018 Cockrell firmò un contratto biennale con i Carolina Panthers ma perse tutta la sua prima stagione con la squadra per un infortunio.

### Tampa Bay Buccaneers
Il 23 settembre 2020, Cockrell firmò con i Tampa Bay Buccaneers. Il 7 febbraio 2021 scese in campo nel Super Bowl LV contro i Kansas City Chiefs campioni in carica nella vittoria per 31-9, conquistando il suo primo titolo.

## Palmarès
- Super Bowl : 1

Tampa Bay Buccaneers: LV
- National Football Conference Championship: 1

Tampa Bay Buccaneers: 2020

## Statistiche
| Partite totali      | 7 |
| Partite da titolare | 0 |
| Tackle              | 1 |
| Sack                | 0 |
| Intercetti          | 0 |

Statistiche aggiornate alla stagione 2014